# Добрянский, Антоний Михайлович
Антоний Михайлович Добрянский (26 января 1810, Бунов, Яворовский уезд, Галиция и Лодомерия, Австрийская империя — 22 июня 1877, Валява, Перемышльский уезд, Галиция и Лодомерия, Австро-Венгрия) — галицко-русский историк, краевед, преподаватель, греко-католический священник, посол Галицкого сейма 1-го созыва.

## Биография
Происходил из семьи священника села Бунов. Учился во Львовской и Венской семинариях, рукоположен в 1834 году. В 1835—1837 годах являлся священником села Малковичи возле Перемышля, в 1837—1877 годах в селе Валява. Преподавал церковнославянский язык в епархиальной школе в Перемышле. С 1856 года — почётный каноник, советник епархиального суда и декан. Депутат Перемышльского уездного совета (1867—1869).
Участник Собора русских учёных 1848 года, член Галицко-русской матицы.
Издатель и автор букваря, нескольких учебников, текстов теологических проповедей, перемышльских украинских календарей, многих исторических и краеведческих исследований. Автор статьи «Краткие записки исторические о г. Самборе», опубликованной в «Зори галицкой» в 1860 году. Основной исторический труд — «История епископов трёх соединённых епархий, перемышльской, самборской и сяноцкой от древнейших времен до 1794 г. по источникам сочинённая».
В 1861 году избран в Галицкий сейм от округа Ярослав—Сенява—Радымно.
Владел также латынью, польским, немецким и французским языками.
Жена — Юлианна Желеховская. Сын — Иван Добрянский.